# Kizh (Kich)
Kizh (Kich) (/kiːtʃ/) es el nombre original para el pueblo gabrieleño que se mantiene con la Nación Kizh (Banda gabrieleña de los indios de la misión). Los Kizh son personas indígenas de California de la Cuenca de Los Ángeles y las Islas del Canal del sur (Archipiélago del Norte), una área que cubre aproximadamente 4000 millas cuadradas (10 000 km²). En la era precolonial, las personas vivían en hasta 100 pueblos y principalmente se identificaban por el nombre de su pueblo más que por un nombre tribal o pan-tribal.
En 2013, se reportó que la Nación Kizh está basada en San Gabriel, California e incluye aproximadamente 500 miembros.

## Controversia de nombre
Durante la colonización, las personas fueron llamadas gabrieleño y fernandeño, nombres derivados de las misiones españolas construidas en su tierra: Misión San Gabriel Arcángel y Misión San Fernando Rey de España. El nombre (poco adecuado) y exónimo de Tongva (https://nativenewsonline.net/currents/petition-calls-for-california-school-to-be-named-after-indigenous-hero) es tema de controversia considerable dentro de la Nación Kizh, la cual lo entiende como procedente de las cuentas de un etnográfo de 1903, C. Hart Merriam. En cambio, la gente Kizh entiende que el nombre Kizh tiene orígenes en los registros más tempranos de contacto como nombre que las personas utilizaron para referirse a las casas hechas de ramas de sauce, tule y matorral  en las que vivían los Kizh y el nombre se utilizó ampliamente por varios etnógrafos en el siglo XIX y al comienzo del siglo XX. A pesar de ello, el nombre Tongva todavía es el nombre más circulado ampliamente, obteniendo mucha popularidad en el siglo XX tardío.
La palabra Tongva se grabó por C. Hart Merriam en octubre de 1903 de una sola informante, una mujer 'gabrieleña' bajo el nombre Sra. James Rosemyre (née Narcisa Higuera), quien vivía alrededor de Fort Tejón, cerca de Bakersfield. Merriam no podía pronunciar el nombre del pueblo Toviscangna, malinterpretó la respuesta de la Sra. Rosemyre como identificador tribal (no del pueblo particular de la mujer) y lo abrevió como “tonve” o “tonvey” en sus notas de campo; por su ortografía, se pronunciaría /ˈtɒŋveɪ/, TANG-vey. Ya que los miembros tribales se referían a sí mismos principalmente por el nombre de su pueblo más que por un nombre "nacional" o "pan-tribal," se argumenta que Rosemyre se refería al nombre de su pueblo, no a toda la tribu. De la perspectiva de los Kizh, Tongva se promovió bajo esta falsedad el los años 1980 y 1990 hasta el punto en que logró preferencia.
Según declaraciones hechas por portavoz tribal de la Nación Kizh (Banda gabrieleña de los indios de la misión), Ernest Perez Teutimez Salas, el nombre Tongva obtuvo notoriedad en 1992 cuando se acercaron a la tribu personas no nativas quienes expresaron una necesidad de utilizar este nombre para salvar un manantial sagrado en Santa Mónica de un proyecto de desarrollo extensivo y que para recibir reconocimiento federal la tribu necesitaba utilizar el nombre "Tongva." A pesar de que Salas tenía dudas sobre la idea y nunca había oído del término antes, la tribu apoyó, aun con las dudas, la decisión para salvar el manantial, el cual se pudo salvar con la fundación “Fundación Gabrieleña/Tongva de Manantiales.” Aproximadamente un año más tarde, el contacto con estos individuos se cortó. Según lo declarado por Nadine Salas: "antes nos reuníamos muy seguido pero luego fue como que, ellos consiguieron lo que querían y ya no querían nada más con nosotros.” Biólogo de la Nación Kizh, Matt Teutimez, declaró, "Cuando le tiras algo al universo y se pega, no más sigues con eso, y eso es lo que pasó con los Tongva."
E. Gary Stickel observa que el etnólogo John Peabody Harrington, quien condujo un trabajo etnográfico extenso entre las tribus de California del sur, escribió en sus notas (actualmente albergadas en los archivos de la Institución Smithsonian) que la palabra tongva refiere a dónde el pueblo gabrieleño molía sobre las rocas sus semillas, y que el sustantivo tiene que ser acompañado por un prefijo posicional. Stickel escribe que el término tongva ha sido utilizado equivocadamente para referirse a la tribu "cuando, según Harrington, se refiere a lo que los arqueólogos llaman un 'mortero de basamento rocoso,' lo cual es un afloramiento de roca con depresiones creadas por los indios que golpeaban sus manos de mortero para procesar bellotas y otros productos de planta."

### Kizh

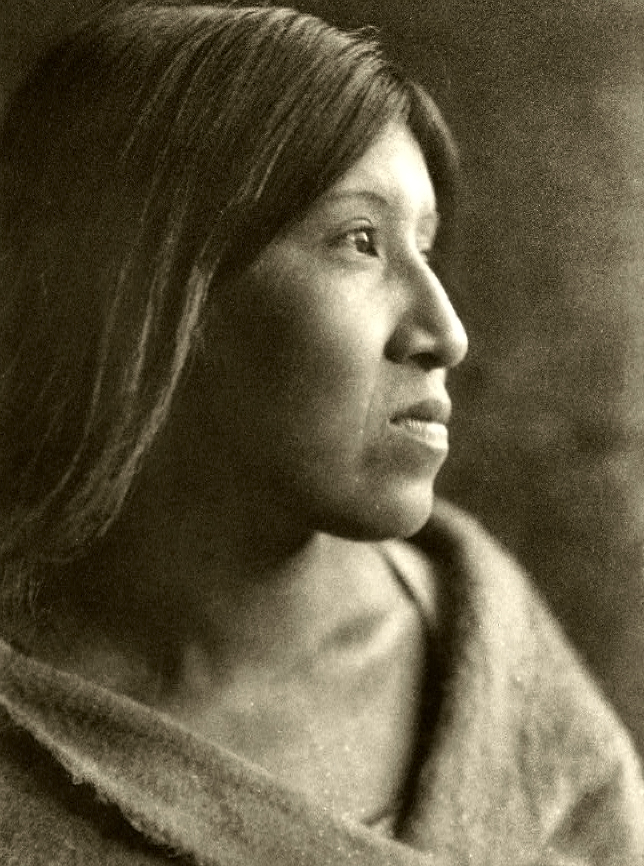
"Mujer Cahuilla del desierto" por Edward S. Curtis (1926). Los ʔívil̃uqaletem (Cahuilla) eran vecinos de los Kizh y los llamaban Kisianos, lo cual ha sido citado como la fuente potencial de Kizh.

El nombre Kizh (pronunciado Kich), a veces escrito como Kij, proviene de la primera construcción de Misión San Gabriel en 1771. Las personas de los pueblos circundantes quienes fueron esclavizados para construir la misión se llamaban a sí mismos "Kizh" y los español hicieron un nombre hispanizado, "Kichireños," según lo notado por el asesor del etnógrafo J.P. Harrington, Raimundo Yorba. La palabra Kizh hacía referencia a las casas donde vivían, "la mayoría de ellas eran con forma de cúpula y hechas con un marco de ramas de sauce y con techos hechos con paja." Los vecinos del pueblo ʔívil̃uqaletem (Cahuilla) llamaban a las personas Kisianos o "personas de las casas de sauce y matorral," lo cual ha sido citado como fuente potencial para el término Kizh. Después de la destrucción de la misión original, los españoles reubicaron la misión cinco millas al norte y empezar a referirse a los Kizh como "gabrieleños."
...Kizh para los indios que viven cerca a San Gabriel (i.e. el área de Whittier Narrows)... Según el asesor de Harrington (etnógrafo J.P. Harrington) Raimundo Yorba, el gabrielino en el área de Whittier Narrows se hacen llamar Kichireño, uno de un ramo de personas que vivían en aquel sitio de San Gabriel que se conoce como Misión Vieja. Kichereño no es un nombre de sitio, pero un nombre de tribu, el nombre de una clase de personas.
En 1846, el académico Horatio Hale utilizó el término Kizh en un informe de gobierno de los Estados Unidos sobre la “Etnografía y Filología.” El teniente el Amiel Weeks Whipple, Thomas Ewbank y William Turner utilizaron Kizh cuando publicaron un “Informe sobre las Tribus Indias” en 1855 para el Departamento de Guerra de los EE. UU.. Académico alemán Johann Carl Eduard Buschmann utilizó ese nombre en un estudio sobre el idioma en 1856, publicado en la Real Academia Alemana de Ciencia. Académicos notables quienes utilizaron Kizh durante el siglo XIX y los primeros años del siglo XX incluyen George Bell (en 1856), Robert Gordon Latham (en 1860), Lewis H. Morgan (en 1868), Albert Samuel Gatschet (en 1877), Hubert Howe Bancroft (en 1883), Daniel G. Briton (En 1891), David Prescott Barrows (en 1900), y A. L. Kroeber (En 1907).
En 1875, H. C. Yarrow declaró que el nombre Kizh no podría ser verificado en Misión San Gabriel. Informa que los indígenas se llamaban Tobikhar y hablaban la lengua española más que su propia lengua. En 1885, Hoffman también hizo referencia a los indígenas con el nombre Tobikhar. En 1900, David Prescott Barrows utilizó el término Kizh y declaró que el uso del nombre Tobikhar era incorrecto: "Señor Gatschet está en un error cuando habla de los indios de Serrano y San Gabriel que [según él] se llaman Takhtam y Tobikhar, respectivamente. Las palabras son desconocidas como señalamientos tribales entre estos mismos indios, y precisamente este punto constituye las objeciones a ellos.”

### Gabrieleño
Gabrieleño era el nombre asignado a los pueblos indígenas que rodeaban Misión San Gabriel (nombre asignado por los españoles). No fue un nombre que las personas mismas utilizaron para referirse a sí mismas. Aun así, la palabra todavía es una parte del nombre de cada tribu oficial, escrito como "gabrieleño" o "gabrielino." Debido al desacuerdo entre los grupos tribales sobre el uso del término "tongva," "gabrieleño" ha sido utilizado como término alternativo. Por ejemplo, cuando Debra Martin, un miembro del ayuntamiento de Pomona, dirigió un proyecto para dedicar estatuas de madera en el parque local Ganesha Park a las personas indígenas del área en 2017,  había conflicto considerable sobre qué nombre, Tongva o Kizh, sería utilizado en la placa de dedicación. Un acuerdo provisional se logró con el uso del término gabrieleño, a pesar de sus orígenes coloniales.

## Historia y cultura
Para un resumen de la historia y cultura del pueblo Kizh, ver el contenido pertinente disponible en Tongva.

## Toponimia

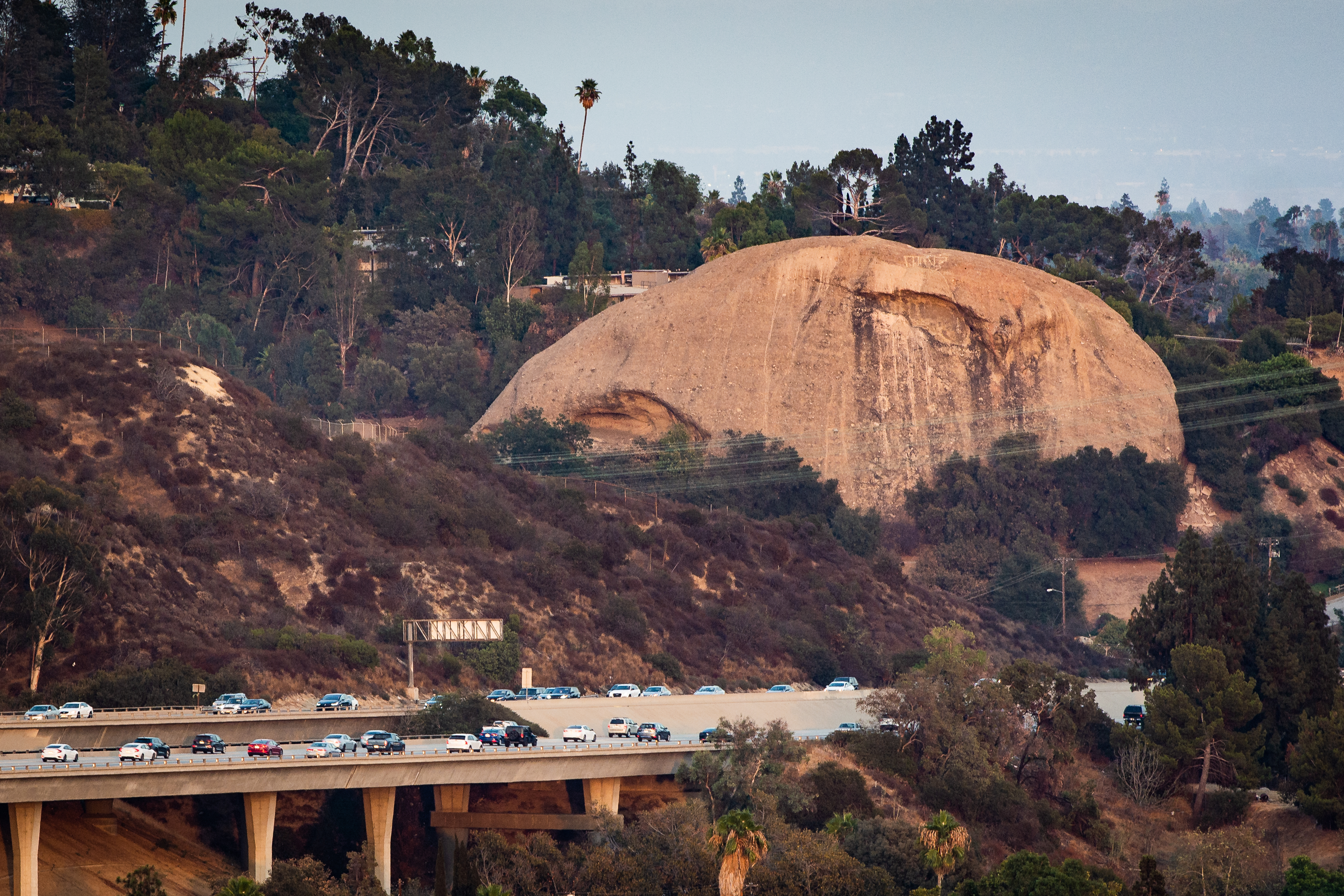
Eagle Rock (Roca del Águila) adyacente a California Ruta Estatal 134 (el Autopista Ventura)

Desde el periodo colonial español, nombres de sitio Kizh han sido absorbidos al uso general en California del sur. Los ejemplos incluyen Pacoima, Tujunga, Topanga, Rancho Cucamonga, Azusa (Azucsagna), y pase de Cahuenga.
Sitios sagrados que no han sido totalmente derribados, destruidos o "desarrollados" incluyen Puvunga, Manantiales Kuruvungna, y Roca del Águila (Eagle Rock). Según uno de los presidentes de la Nación Kizh, Andrew Salas, la Roca del Águila llegó a tener el nombre Ah-sowt-To-tah o "roca del águila dorada" debido a las águilas doradas que frecuentaban aquella área.
En otros casos, los topónimos o los sitios han sido recientemente nombrados en honor a los pueblos indígenas. El gabrielino Trail (Camino gabrielino) es un camino de 28 millas  a través del Bosque Nacional de Ángeles, creado y nombrado en 1970.

## Personas notables de ascendencia Kizh
- Ernest P. Teutimez Salas, jefe & dirigente espiritual de la Nación Kizh Nación (Banda gabrieleña de los indios de la misión) y tátara-tataranieto de Nicolás José.[35] Autor de Toypurina: la Juana de Arco de California, publicado en 2011 por la prensa tribal Kizh (Kizh Tribal Press).[36] También conocido por su activismo que promueve el endónimo Kizh en vez de Tongva.[37]
- Nicolás José, dirigió dos rebeliones en el tardío-decimoctavo siglo contra los colonizadores españoles en 1779 y 1785 en colaboración con Toypurina.[38]
- Toypurina (1760–1799) era una mujer gabrieleña de medicina quien opuso la regla de colonización por misioneros españoles en California y dirigió una rebelión (no exitosa) en contra de ellos en 1785.